# Azerbaijan Airlines
Azerbaijan Airlines er det nationale flyselskab fra Aserbajdsjan. Selskabet har hub og hovedkontor på Baku Heydar Aliyev Internationale Lufthavn i landets hovedstad Baku. Det blev etableret i april 1992.
Selskabet fløj i maj 2012 ruteflyvninger til omkring 30 destinationer i Asien og Europa. Flyflåden bestod af 23 fly med en gennemsnitsalder på 7.7 år. Heraf var der blandt andet syv Airbus A320-200, fire Boeing 757, samt to eksemplarer af Boeing 767-300ER med plads til 190 passagerer som de største fly i flåden. Azerbaijan Airlines opererede tre fly for regeringen i Aserbajdsjan.
I 2014 tager Azerbaijan Airlines imod to eksemplarer af det nye Boeing 787 Dreamliner fly, og regner i den forbindelse med at starte ruter til USA. for første gang i selskabets historie.